# Torneo de Lyon 2023
El Open Parc Auvergne-Rhône-Alpes Lyon 2023 fue un torneo de tenis de la ATP en la categoría de ATP Tour 250. Se disputó entre el 21 y el 27 de mayo de 2023 sobre polvo de ladrillo en el Parc de la Tête d'Or en Lyon (Francia).

## Distribución de puntos
| Modalidad            | Campeón | Finalista | Semifinales | Cuartos de final | 2ª ronda | 1ª ronda | Clasificados | 2ª ronda de clasificación | 1ª ronda de clasificación |
| Individual masculino | 250     | 165       | 100         | 50               | 25       | 0        | 13           | 7                         | 0                         |
| Dobles masculino     | 250     | 150       | 90          | 45               | 20       | 0        | -            | -                         | -                         |

## Cabezas de serie

### Individuales masculino
| Tenista               | Ranking | Preclasificado |
| Félix Auger-Aliassime | 10      | 1              |
| Cameron Norrie        | 13      | 2              |
| Tommy Paul            | 17      | 3              |
| Francisco Cerúndolo   | 31      | 4              |
| Miomir Kecmanović     | 37      | 5              |
| Sebastián Báez        | 40      | 6              |
| Richard Gasquet       | 44      | 7              |
| Brandon Nakashima     | 47      | 8              |

- Ranking del 8 de mayo de 2023.[2]

### Dobles masculino
| Tenista                        | Ranking | Preclasificado |
| Rajeev Ram Joe Salisbury       | 9       | 1              |
| Máximo González Andrés Molteni | 47      | 2              |
| Nicolas Mahut Matwé Middelkoop | 58      | 3              |
| Sander Gillé Joran Vliegen     | 83      | 4              |

## Campeones

### Individual masculino
Arthur Fils venció a  Francisco Cerúndolo por 6-3, 7-5

### Dobles masculino
Rajeev Ram /  Joe Salisbury vencieron a  Nicolas Mahut /  Matwé Middelkoop por 6-0, 6-3